# فيكتور غارسيا (سائق سيارة سباق)
فيكتور غارسيا (بالإسبانية: Víctor García)‏ هو سائق سيارة سباق إسباني، ولد في 10 مارس 1990 في مدريد في إسبانيا.

## روابط خارجية
- فيكتور غارسيا على موقع DriverDB.com (الإنجليزية)